# Sarong

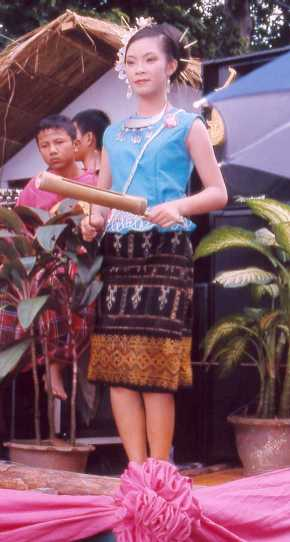
Kvinna i sarong.

Sarong är ett särskilt i Indonesien vanligt klädesplagg för både män och kvinnor, bestående av ett rektangulärt tygstycke som viras om höfterna till en snäv kjol. I väst syftar termen på en omlottkjol använd som strandplagg. Själva ordet "sarong" kommer från det malajiska språket.